# Леонард Штейнеґер
Леонард Гесс Штейнеґер (норв. Leonhard Hess Stejneger, 30 жовтня 1851, Берген, Норвегія — 28 лютого 1943) — норвезький і американський зоолог, з 1881 року співробітник Смітсонівського інституту, дослідник Північної Америки. Вивчав головним чином птахів та плазунів, описав багато нових видів.

## Вибрані праці
Леонард Штейнеґер є автором понад 400 наукових праць.
- Results of Ornithological Explorations in the Commander Islands and in Kamtschatka (1885)
- Birds of Kauai Island, Hawaiian Archipelago, collected by Mr. Valdemar Knudsen, with description of new species (1887)
- Notes on a third collection of birds made in Kauai, Hawaiian Islands (1890)
- The Poisonous Snakes of North America (1895)
- The Russian Fur-Seal Islands (1896)
- Herpetology of Porto Rico (1904)
- Herpetology of Japan and Adjacent Territories (1907)
- A new Gerrhonotine Lizard from Costa Rica (1907)
- Three new species of lizards from the Philippine Islands (1908)
- A new genus and species of lizard from Florida (1911)
- A new Scincid Lizard from the Philippine Islands (1911)
- Results of the Yale Peruvian Expedition of 1911. Batrachians and Reptiles (1913)
- A chapter in the history of zoological nomenclature (1924)
- Fur-seal industry of the Commander Islands: 1897—1922 (1925)
- Identity of Hallowell’s snake genera, Megalops and Aepidea (1927)
- The Chinese lizards of the genus Gekko (1934)
- Georg Wilhelm Steller, the pioneer of Alaskan natural history (1936)

1. ↑  Norsk biografisk leksikon — Kunnskapsforlaget. — ISSN 2464-1502